# Alatri
Alatri (latin Aletrium) er en by i den italienske provins Frosinone i Lazioregionen, med 30.000 indbyggere, beliggende omkring 90 km syd for Rom. Alatri er  berømt for sin Megalit Akropolis.

## Attraktioner
- Acropoli

- Piazza San Maria MaggiorePiazza Santa Maria Maggiore
- Basilica di San PaoloSan Paolo
- Chiesa di Santa Maria MaggioreSanta Maria Maggiore

- Chiesa di San Sebastiano
- Chiesa di San Francesco
- Palazzo Gottifredo
- Palazzo Conti Gentili